# Fabio Porta
Fabio Porta (Caltagirone, 5 de novembro de 1963) é um sociólogo e politico italiano radicado no Brasil. Residente em São Paulo, é deputado na Câmara dos Deputados da Itália desde 2008 pelo partido Partido Democrático, tendo sido eleito pelos italianos residentes na América do Sul e reeleito em 2013 para um novo mandato de 5 anos.